# Prosper-Olivier Lissagaray
Hippolyte Prosper Olivier Lissagaray, né le 24 novembre 1838 à Toulouse et mort le 25 janvier 1901 à Paris, est un animateur littéraire, journaliste républicain socialiste indépendant et conférencier littéraire français.
Il est surtout réputé pour l'enquête qu'il a menée sur l'histoire de la Commune de 1871, événement auquel il a participé. Il recueille ainsi des témoignages auprès de nombreux survivants en exil, à Londres, en Suisse. Il consulte tous les documents alors disponibles à l'époque, car « le vainqueur guettera la moindre inexactitude pour nier tout le reste ».
Eleanor Marx, fille cadette de Karl Marx, s'est éprise de lui lors de son exil à Londres, de 1871 à 1880. C'est elle qui va ainsi traduire l'Histoire de la Commune de 1871 en anglais.
Malgré l'opposition de Karl, la froideur de sa mère et des Lafargue (la fille aînée de Marx, Laura, et son mari Paul Lafargue) vis-à-vis de leur idylle parce que, entre autres, « Lissa », âgé de 34 ans, a 17 ans de plus que « Tussy », puis à cause des dépressions que cela impose à sa petite dernière, son père accepte leurs fiançailles, tout en l'éloignant. Mais, à 25 ans, peu après le décès de sa mère, Eleanor, anorexique, décide de les rompre, « Lui n'a rien à se reprocher dans cette histoire ». Lissagaray en garde une forte rancœur contre Paul et Laura Lafargue. On lui connaît une relation avec une marquise dans les années 1890, mais Lissagaray reste célibataire.

## Biographie

### Jeunesse difficile
Hippolyte Prosper Olivier Lissagaray est né de l'union de Laurent Prosper Lissagaray, pharmacien à Toulouse, âgé de plus de 50 ans, et de Marie-Louise Olympe Boussès de Foucaud. Il a un frère, Henri.
Son père meurt alors qu’Henri et lui sont encore petits. En 1847, la mère de Prosper-Olivier, assigne en justice Bernard-Adolphe de Cassagnac pour obtenir le remboursement du prêt qu'avait contracté son défunt mari pour sauver la propriété et l'entreprise des gentilshommes verriers. Dans un premier temps, la famille Lissagaray avait apporté une dot considérable à la famille Cassagnac pour le mariage de Bernard-Adolphe Granier de Cassagnac et d'Ursule Lissagaray, la tante de Prosper Olivier. Ce fut insuffisant. Laurent Prosper Lissagaray contracte donc un prêt pour les Cassagnac tout en hypothéquant ses biens. C'est ainsi qu'après la mort de son mari, Marie-Louise fit un procès à la famille Cassagnac pour rembourser le prêt devenu trop lourd pour elle et ses enfants. Mais, elle n'obtient pas gain de cause. C'est ainsi que Lissagaray reste en conflit permanent avec ses cousins Cassagnac.
Lissagaray rentre au collège d’Aire-sur-l'Adour dans ces conditions difficiles. En seconde, il y fait ses premières armes littéraires sous la houlette du professeur de littérature l’abbé Légé, « maigre, pâle et toussant comme un phtisique, un parfait homme de lettres ». Celui-ci divise ses élèves en deux camps : classiques et romantiques. Prosper compte au nombre de ces derniers. Il écrit ainsi, à quinze ans, avec son camarade Paul Lacome d'Estalenx un roman médiéval Les Mystères des Croisades, histoire de Louis VII et Aliénor d'Aquitaine. Après le baccalauréat, Prosper ne voit plus Paul, ni ses camarades de collège, mais il garde – écrit-il – « au fond du cœur un endroit où tous vivent ».

### Ses conférences littéraires à Paris
En 1860, il s’installe à Paris après un voyage en Amérique. Il dirige une société littéraire à but non lucratif du type des Entretiens et Lectures d'Albert Le Roy. Lissagaray et Juette deviennent les fondateurs des conférences publiques avec les conférences de la rue de la Paix. Il écrit une Revue des études littéraires destinée aux scolaires.
1864, conférence houleuse sur Alfred de Musset, mort en 1857 et très populaire. Pour Lissagaray, Musset « est un homme sans opinion, sans conviction, sans principes, qui prétend incarner dans lui-même l'esprit de cette époque ». Il y dénonce les côtés vicieux et débauchés du poète et de ce fait n'est point un modèle pour la jeunesse : « Nous n'avons plus le temps d'être jeune. Soyons vieux à vingt-cinq, si nous ne voulons pas être serfs à trente... ». Conférence mal accueillie même de par la jeunesse, il publie donc son texte Alfred de Musset devant la jeunesse pour que nul ne l'oublie.
Un Avenir pour la République
1868, engagement contre l'Empire et le 15 août, création du journal L'Avenir à Auch qui veut « rallier dans le Gers toutes les forces éparses du grand parti de la révolution... » dont la ligne est :
1. le « droit de réunion et d'association » et « la presse, la parole et la conscience libres »,
2. « les élections loyales... », « la responsabilité effective » des agents d'État,
3. « la suppression des emplois publics et des monopoles », puis « des octrois »,
4. « la séparation de l'Eglise et l'État », « l'instruction gratuite et obligatoire »,
5. « le rachat de la dette », puis « la suppression de l'armée permanente »,
6. Et, « la paix qui ne peut résulter du libre accord des démocrates. ».

Le 30 août 1868, un duel à l'épée s'engage avec victoire de Paul de Cassagnac, son cousin germain. Ses premières cibles sont effectivement les Cassagnac, notables, bonapartistes et députés du Gers.
1869, L'Avenir à Auch devient le Journal démocratique du Gers et des Hautes Pyrénées à partir du no 93 (3 août 1869). Installé à Paris, Lissagaray collabore à La Réforme de Malespine d'octobre au novembre sans pour autant quitter son journal du Gers.
La Marseillaise et La République 

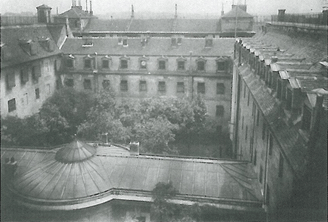
La prison Sainte-Pélagie.

1870, Il crée avec Henri Rochefort La Marseillaise en janvier. Dès le 4 janvier, les condamnations pleuvent : une pour duel à Auch et une à la prison Sainte-Pélagie pour « offenses envers les personnes de l'empereur et de l'impératrice », même si c'est effectivement Émile Ollivier qui aurait dû l'être.
En prison, il écrit Jacques Bonhomme - Entretiens de politique primaire. Il y dénonce également dans L'Avenir le meurtre de Victor Noir. Une émeute « trop prématurée » est évitée par l'intervention de Rochefort lors des obsèques du jeune Victor, ce qui vaut la démission de Jules Vallès. Suit une arrestation de tous les rédacteurs de La Marseillaise qui rejoignent Lissagaray. « Dans l'impossibilité d'envoyer des articles à L'Avenir, à Auch ; encore moins de le diriger », il quitte son journal du Gers.
Libéré, le 6 avril, il prend part aux réunions publiques contre le plébiscite de Louis-Napoléon. Puis, les amendes et deux nouvelles condamnations de prison « envers l'empereur » à Auch tombent de nouveau. Sans attendre, le 10 mai, il s'exile pour 3 mois à Bruxelles.
Il rentre à Paris avant la révolution du 4 septembre 1870, qui proclame la République et met en place le Gouvernement de la Défense nationale.
Il est nommé chef de cabinet de Clément Laurier, avocat proche de Gambetta devenu directeur général du personnel au ministère de l'Intérieur. Il accompagne Laurier à Tours auprès de la délégation gouvernementale. En octobre, Gambetta nomme Lissagaray commissaire de la guerre à Toulouse pour lever un corps de francs-tireurs. Puis, avec le Commandant Major Jay, il monte un projet de camp d'instruction accepté par Gambetta, le 3 novembre. Le 14 janvier 1871, « afin d'être au plus près du feu », il est nommé chef d'escadron d'état-major auxiliaire auprès de l'armée de la Loire du général Chanzy. Il semble que Lissaragay n'exerça jamais cette fonction.

### Del'Actionsur les barricades
1871, le 18 mars, il participe à la Commune de Paris du côté des insurgés en tant que « simple du rang ».
Lissagaray crée l'Action dans lequel il :
1. Refuse toute conciliation avec le « Triumgueusat »[Note 3] : Favre, Thiers et Picard puisque « qu'il n'y a qu'une autorité, celle de la Commune »,
2. Dénonce l'inexistence de généraux et de jeunes chefs et l'incapacité des députés,
3. Veut l'interdiction des journaux anti-commune contrairement à Vallès,
4. Réclame le programme de la commune : « Nous avons le droit d'être impatients du programme de la Commune. Plus le danger est grand, plus ce programme devient nécessaire. [...] Que la France,... apprenne au plus vite pourquoi Paris se bat: Voilà votre premier devoir, hommes de la Commune. ».
5. Souhaite « que les intérêts des paysans rejoindront ceux des ouvriers si l'éducation peut s'étendre dans les campagnes »

Seuls 6 numéros paraissent en deux semaines et L'Action cesse de paraître le 9 avril. Le reste du temps, il aurait été avec son fusil sur les remparts.
Il crée ensuite le Tribun du Peuple qui sort en continu du 17 mai au 24 mai 1871. Ses derniers écrits dans le journal sont « Au feu maintenant ! Il ne s'agit plus de crier « Vive la République ! » mais de la vivre ! ».
Il a été souvent écrit que Lissagaray aurait été le « dernier soldat de la Commune [qui] réussissait à s'échapper » de la dernière barricade le dernier jour sanglant. « On peut douter que Lissagaray ait beaucoup vu de ce dont il fait le récit, et de sa réelle présence au combat ou sur les lieux qu’il décrit. Lui-même n’atteste avoir été présent qu’en visite aux fronts trois jours avant la Semaine sanglante. »

#### De l'exil, de l'aventure et de l'histoire
Recherché comme beaucoup de communards, il s'exile à Bruxelles où il publie les Huit journées de mai derrière les barricades, dont Jenny Marx rapporte, en décembre 1871 à Kugelmann, que « À une seule exception près, tous les livres sur la Commune qui ont paru jusqu'à présent ne valent rien. Cette unique exception à la règle générale, c'est l'ouvrage de Lissagaray ». 

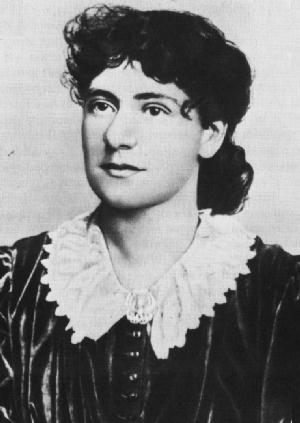
Eleanor Marx.

De Belgique, il part rapidement pour l'Angleterre où il rencontre la famille Marx et Eleanor. Sans le sou, travaillant un peu à droite et à gauche, il organise des conférences ou y participe, collabore toujours aux journaux comme le Rappel, le Mot d'ordre ou le Courrier de l'Europe. 
Il soufflette René de Pont-Jest, journaliste du Figaro pour son article sur Les Communards à Londres, jugé fallacieux par Lissagaray. Il écope d'une amende et d'un avertissement. Puis, dans le même temps, il entreprend « de raconter la Commune ».
En 1876, après de longues recherches journalistiques et historiques, il publie l'Histoire de la commune de 1871, éditée à Bruxelles par Henry Kistemaeckers, mais interdite en France et diffusée sous le manteau. La publication de la traduction anglaise par Eleanor Marx de l’Histoire de la Commune de 1871 se fait en 1886.

### Dans la bataille sociale et républicaine
1880, le 11 juillet, le Parlement vote l'amnistie des communards, demandée depuis longtemps par Victor Hugo et Georges Clemenceau parmi d'autres. C'est le retour de Lissagaray à Paris. La première chose est de demander rétractations et excuses de René de Pont-Jest pour son article sur les Communards à Londres, paru quelques années auparavant. De Pont-Jest refuse, Lissagaray demande réparation par les armes. De Pont-Jest refuse encore, c'est par la plume que Lissagaray lui assigne une touche dans Le Rappel du 25 juillet 1880.

#### La bataille, politique et socialejournal révolutionnaire
1881, il crée La Bataille, politique et sociale tant bien que mal dont le premier numéro paraîtra le 10 mai 1882. À ses débuts les collaborateurs broussistes ont voulu le diriger et faire un journal de cette chapelle, mais sans y parvenir. Ensuite, le propriétaire du journal décide en 1882 de le fusionner avec Le Citoyen dirigé par Jules Guesde et « le lâche Paul Lafargue » : C'est Le Citoyen et la Bataille. Mais la collaboration est impossible, d'une part en raison des petites rancœurs entre Lafargue et Lissagaray, d'autre part, parce que les journalistes guesdistes ne veulent pas de Lissagaray comme rédacteur en chef, évinçant ainsi Paul Lafargue de cette tâche. Avec toute cette cacophonie territoriale Le Citoyen disparaît. Lissagaray reprend les rênes de La Bataille tout court.
C'est un de ces évènements que Engels rapporte à Édouard Bernstein dans sa lettre du 2 novembre 1882 : 

« Quand vous ne cessez de répéter que le « marxisme » est en grand discrédit en France, vous n'avez en somme vous‑même d'autre source que celle‑là – du Malon de seconde main. Ce que l'on appelle « marxisme » en France est certes un article tout spécial, au point que Marx a dit à Lafargue : « Ce qu'il y a de certain, c'est que moi je ne suis pas marxiste ». Mais si Le Citoyen a tiré l'été dernier à 25 000 exemplaires et acquis une position telle que Lissagaray a mis en jeu sa réputation pour la conquérir, cela semble tout de même contredire quelque peu ce prétendu discrédit. »

Ainsi, La Bataille est ouverte « à tous ceux qui veulent la suppression des classes et travailler à l'émancipation des travailleurs », c'est-à-dire à toute diversité et disparité du mouvement socialiste. Cette union révolutionnaire lui vaut les reproches de Vallès dans son premier Cri du peuple de novembre 1883. Cependant, le journal est le premier journal socialiste révolutionnaire avant Le Cri .
« La Bataille n'ignore pas qu'elle est le seul journal révolutionnaire de Paris, le seul qui se refuse à toute intrigue et qui se moque aussi bien du roi Jules Ferry que du dauphin Clemenceau, ignoré, renié ou combattu par tous les politiciens, même du socialisme; n'ayant aucune préoccupation, pas même celle du tirage; ne visant qu'au cœur et non aux théâtrales guenilles. »
1886, le 23 janvier, la concurrence du Cri et des journaux radicaux font disparaître le journal. C'est Le Radical d'Henri Maret qui prend la suite.
Lissagaray écrit anonymement le livre de fiction historique Plus d'Angleterre, qui a remporté un succès.
1887, le 3 décembre, il organise une manifestation sous le nom des « fédérés de la rive gauche » contre Jules Ferry aux élections présidentielles.

#### Face au général Boulanger
1888, le 25 mai, face au boulangisme, Clemenceau,
La Bataille réapparait, en janvier 1889, non plus pour la défense des travailleurs, mais pour le sauvetage de la République contre le boulangisme.
Joffrin et Ranc créent la Société des Droits de l'Homme et du Citoyen. Clemenceau en est le président, et Lissagaray le secrétaire général. Lissagaray prend donc position contre le plébiscite du général Boulanger et les parlementaires de droite puis d'extrême-gauche en y dénonçant avec la gauche et le centre le césarisme de Boulanger. 
Mais le général Boulanger est admiré et plébiscité paradoxalement par certains communards blanquistes (Granger) ; par Henri Rochefort - qui devient comme Cassagnac une cible de choix avec une escarmouche en 1889, puis par des royalistes et des bonapartistes.
La Bataille reparaît donc jusqu'en avril 1892 jusqu'à la fusion malgré lui avec La Marseillaise.

#### Jusqu'à la dernière grande bataille
Lissagaray est également « Candidat aux élections législatives de 1885 et 1893 et à plusieurs élections partielles, non pour obtenir un siège, mais pour exprimer ses idées ».
1893, il crée la Grande Bataille qui dénonce un gouvernement corrompu, le scandale de Panama, et de « l'abdication des socialistes parlementaires » qui « Autant que les autres partis républicains, le parti socialiste a besoin de se renouveler ».
Le journal s'arrête le 6 juin 1893. Lissagaray écrit encore des articles sous le nom de Jacques Bonhommes dans Germinal, dont le rédacteur en chef est Paschal Grousset jusqu'à sa fermeture le 6 septembre 1893.
Il dirige ensuite la revue La Vie algérienne et tunisienne pendant trois ans, mais il se consacre essentiellement à la réédition de l’Histoire de la Commune de 1871 qui paraît en 1896.
De mars 1899 à août 1900, il exerce anonymement la direction de la revue d'érudition l'Intermédiaire des chercheurs et curieux, pour le compte de son propriétaire, le général Jung.
En 1901, à la suite d'une laryngite, le « mousquetaire de la Sociale » meurt à l'âge de 63 ans et est incinéré au Cimetière du Père-Lachaise en présence de deux mille personnes.

## Hommages posthumes
- à Auch :

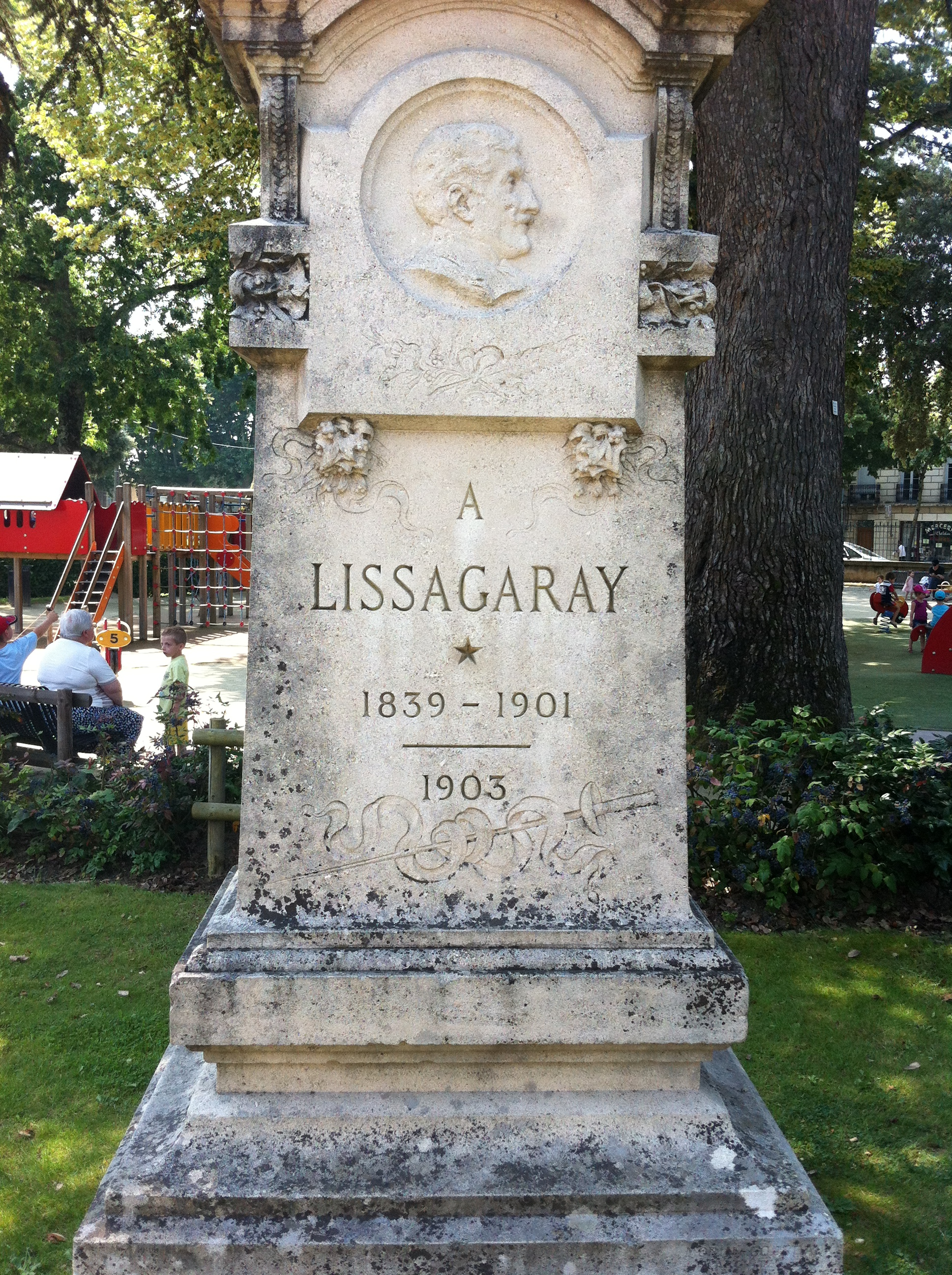
Stèle Lissagaray érigée à Auch dans le Jardin Ortholan.

  - en 1903, une stèle a été érigée à sa mémoire, dans le Jardin Ortholan ;
  - la rue longeant le jardin, l'école maternelle publique et le quai la longeant en rive droite du Gers entre le pont du Prieuré et le passage Saint-Pierre portent son nom ;
- à Valence-sur-Baïse, un boulevard porte son nom (boulevard de Lissagaray) ;
- à Saint-Étienne, une rue porte son nom ;
- au Havre, un jardin public porte le nom de parc Lissagaray.
- à Montpellier, une courte traverse porte son patronyme, quartier des facultés.

## Publications

### Journaux et articles
- Avenir du Gers, créateur et rédacteur en chef, 1868
- Le Réveil, directeur, 1868
- La Réforme, de Vermorel, collaborateur, 1869
- La Marseillaise, créateur avec Henri Rochefort, 1870
- L’Action, créateur et rédacteur en chef, sous la Commune, 1871
- Le Tribun du peuple, créateur et rédacteur en chef, sous la Commune, 1871
- La Bataille, rédacteur en chef, 1881 à 1889
- La Grande Bataille, rédacteur en chef, 1893
- La Revue blanche, no 92 de la huitième année, t. XII, enquête sur la commune, avril 1897, p. 219 et 356[16].

### Ouvrages
Sélection
- Alfred de Musset devant la jeunesse, éd. Cournol, Paris, 1864, 37 p.
- Jacques Bonhomme - Entretiens de politique primaire, éd. A. Le Chevalier, Paris, 1870, 224 p. (lire en ligne sur Gallica).
- Catéchisme républicain, 1870.
- Les Huit journées de mai derrière les barricades / première parution : éd. Bureau du petit journal, Bruxelles, 1871, 327 p.(lire en ligne sur Gallica), rééd. Gallimard, Paris, 1968, 128 p., Gujan-Mestras, Le Bas du pavé, 2018.
- La Vision de Versailles, Paris, 1873, 31 p. (lire en ligne sur Gallica, Gujan-Mestras, Le Bas du pavé, 2018.
- Rouge et Noir (samedi 24 octobre, no 1, vendredi 20 novembre, no 2), 128 p., Paris, 1874.
- L'Histoire de la Commune de 1871, première publication à Bruxelles chez Henri Kistemaeckers en 1876 (lire en ligne sur Gallica) / seconde édition rallongée, éd. Dentu, Paris, 1896 (lire en ligne sur Gallica) / nouvelle édition par la Librairie du travail en 1929 (avec notice de 37 p. sur Lissagaray par Amédée Dunois) / nouvelle édition aux Éditions Maspéro en 1969 «Édition intégrale avec les annexes» (avec préface de Jean Maitron) / Réédition par La Découverte en 2004.
- Plus d’Angleterre, Anonyme, 1887.
- Le Bilan de Boulanger, Société des Droits de l'homme et du citoyen, Paris, 1888, 25 p.

## Citation
« Celui qui fait au peuple de fausses légendes révolutionnaires, celui qui l’amuse d’histoires chantantes, est aussi criminel que le géographe qui dresserait des cartes menteuses pour les navigateurs » (première préface de L'Histoire de la commune de 1871)